# Ricardo Alexandre dos Santos
Ricardo Alexandre dos Santos vagy egyszerűen Ricardinho (Passos, 1976. június 24. –), brazil labdarúgó-középpályás.